# Gonzalo Castellani
Gonzalo Pablo Castellani (Buenos Aires, 10 agosto 1987) è un calciatore argentino con passaporto italiano, centrocampista del Ferro Carril Oeste.

## Palmarès

### Club

#### Competizioni nazionali
- Copa Argentina: 1

Boca Juniors: 2014-2015
- Campionato argentino: 1

Boca Juniors: 2015